# جيمي ريان
جيمي ريان (بالإنجليزية: Jimmy Ryan)‏ (6 سبتمبر 1988 في المملكة المتحدة - ) هو لاعب كرة قدم أيرلندي في مركز الوسط. شارك مع منتخب جمهورية أيرلندا تحت 21 سنة لكرة القدم. أما مع النوادي، فقد لعب مع سكونثورب يونايتد وشروزبري تاون ونادي أكرينغتون ستانلي ونادي تشيسترفيلد ونادي ليفربول وفليتوود تاون.

## وصلات خارجية
- جيمي ريان على موقع قاعدة بيانات كرة القدم.إي يو (الإنجليزية)
- جيمي ريان على موقع Soccerbase.com (لاعب) (الإنجليزية)